# Acmanthera latifolia
Acmanthera latifolia là một loài thực vật có hoa trong họ Malpighiaceae. Loài này được (Juss.) Griseb. mô tả khoa học đầu tiên năm 1858.